# Виноградарски подрум Верке Лапчевић
Виноградарски подрум Верке Лапчевић се налази у Стањеву код Александровца. Уписана је у листу заштићених споменика културе Републике Србије (ИД бр. СК 673). 

## Карактеристике
Саграђен је у старој пољани Доње Стањево у првој половини 19. века. Купљен је од Турчина, у време повлачења Османлија, а даљом купопродајом и наслеђивањем подрум је постао власништво породице Лапчевић и неколико пријатеља. Основа куће је правоугаоник, а вертикално је подељена на подрумски део, за производњу и чување алкохолних пића и приземни део, за привремени боравак лејара који раде у винограду.
Економски део — подрум укопан је у земљу и зидан каменом како би се обезбедили адекватни услови за чување вина. Приземни део намењен привременом становању грађен је чатмом. Кровна конструкција је четвороводна и покривена ћерамидом. Дуж читаве предње фасаде формиран је отворени дрвени доксат, ослоњен на декорисане диреке, са којег се улази у стамбене просторије приземља. Осамдесетих година 20. века, због угрожености проширењем локалног пута, подрум је расклопљен, а грађа складиштена до реконструкције. Завод за заштиту споменика културе Краљево поседује пројекат тоталне реконструкције подрума (архитекта Р. Чубрић, етнолог-антрополог мр К. Грујовић Брковић), а за нову локацију је предвиђено двориште Музеја винарства и виноградарства у Александровцу.
Од 1985. године објекат је уписан у листу заштићених споменика културе Србије.